# Општина Чумани (Харгита)
Чумани (рум. Ciumani) општина је у Румунији у округу Харгита.
Oпштина се налази на надморској висини од 744 m.